# Naturschutzgebiet Oberlauf des Saliesiepens
Das Naturschutzgebiet Oberlauf des Saliesiepens mit einer Flächengröße von 5,4 ha liegt nördlich von Niedereimer im Stadtgebiet von Arnsberg im Hochsauerlandkreis. Es wurde 2021 mit dem Landschaftsplan Arnsberg durch den Kreistag des Hochsauerlandkreises als Naturschutzgebiet (NSG) ausgewiesen. Von 1998 bis 2021 war das heutige NSG Teil vom Landschaftsschutzgebiet Arnsberg. Das NSG wird durch die Bundesautobahn 46 in zwei Teilflächen getrennt.

## Gebietsbeschreibung
Im NSG umfasst den naturnahen Bachlauf Oberlauf des Saliesiepens. Der Bachlauf hat im NSG teilweise einen begleitenden Erlenwald. Der mäandrierende Bach fließt in einem schmalen, steinig-kiesigen Bett. 
Zu den Seiten hat sich hier und dort etwas bachbegleitender Erlenwald entwickelt, der eine zumeist dicht wachsende Krautschicht aufweist. 
Der Landschaftsplan fordert als zusätzliche Entwicklungsmaßnahme, vorhandene und aufkommende Fichtennaturverjüngung regelmäßig zu entfernen und entfichtete Flächen der Sukzession zu überlassen.

## Spezielle Schutzzwecke für das NSG
Laut Landschaftsplan erfolgte die Ausweisung zum:
- „Schutz und Erhaltung von naturnahen Auen- und bachbegleitenden Wäldern und von naturnahen Fließgewässern und ihrer Lebensgemeinschaften als Refugiallebensraum und als Verbundbiotop in einer von Nadelholz dominierten Waldlandschaft;“
- „Entwicklung der Waldgesellschaften durch Umbau des Arteninventars und durch Vernetzung.“
- „Das NSG dient auch der nachhaltigen Sicherung von besonders schutzwürdigen Lebensräumen nach § 30 BNatSchG.“[1]